# Rivière Deharveng
Rivière Deharveng är ett vattendrag i Kanada.   Det ligger i provinsen Québec, i den östra delen av landet, 1 500 km norr om huvudstaden Ottawa.
Omgivningarna runt Rivière Deharveng är i huvudsak ett öppet busklandskap. Trakten runt Rivière Deharveng är nära nog obefolkad, med mindre än två invånare per kvadratkilometer.